# جورجی توییگ
جورجی توییگ (انگلیسی: Georgie Twigg؛ زادهٔ ۲۱ نوامبر ۱۹۹۰) بازیکن هاکی روی چمن اهل انگلستان است که در مسابقات کشوری و بین‌المللی در مجموع برندهٔ ۲ مدال طلا، ۳ مدال نقره، ۵ مدال برنز شده‌است..